# Ernst Bauer (Jurist)
Ernst Bauer (vollständiger Name Friedrich Ernst Bauer; * 30. Januar 1863 in Quedlinburg; † 10. Januar 1919 in Hannover) war ein deutscher Jurist und Senator im Magistrat der Stadt Hannover zur Zeit des Deutschen Kaiserreichs.

## Leben
Ernst Bauer wurde 1863 als Sohn eines Landwirtes am Rande des Harzes geboren. Nach seinem Schulabschluss studierte er Rechtswissenschaften und schloss in der Gründerzeit des Deutschen Kaiserreichs im Jahr 1889 seine Ausbildung mit der großen juristischen Staatsprüfung ab. Anschließend war er kurzfristig als Gerichtsassessor zunächst am Amtsgericht Quedlinburg tätig, ab April 1890 am Eisenbahnbetriebsamt Berlin-Halle. 1891 wurde Bauer zum Regierungsassessor ernannt.
Am 31. März 1894 wurde Ernst Bauer in Hannover zum „rechtskundigen Senator“ gewählt. Seitdem war er als Stadtsyndikus insbesondere für die Verwaltung der städtischen Liegenschaften zuständig, leitete dann knapp ein viertel Jahrhundert das Dezernat der Grundstücksverwaltung.
Ernst Bauer war einer von 20 Mitgliedern „des Magistrats der [damaligen] Königlichen Haupt- und Residenzstadt Hannover“, unter denen im Jahr 1913 die Feierlichkeiten zur Einweihung des Neuen Rathauses der Stadt veranstaltet wurden und deren Porträts durch die Hoffotografen Albert Meyer und Alexander Möhlen aus diesem Anlass in einer Festschrift der Tageszeitung Hannoverscher Courier abgelichtet wurden.

## Senator-Bauer-Straße
Die zur Zeit der Weimarer Republik im Jahr 1928 im hannoverschen Stadtteil Kleefeld angelegte Senator-Bauer-Straße, die von der Breithauptstraße zur Ebellstraße führt, ehrt den Stadtsyndikus seitdem durch ihre Namensgebung.